# Taarten van Babel
Taarten van Babel, van 2003 tot en met 2023 uitgezonden als Taarten van Abel, is een Nederlands culinair praatprogramma voor kinderen, uitgezonden door de VPRO. 
In elke aflevering staat een kind centraal dat samen met de bakker-presentator een taart maakt voor een bijzonder iemand, zoals een vriendje of een familielid. Tijdens het maken en versieren van de taart ontpopt zich een gesprek tussen de bakker-presentator en het kind, over het kind zelf en over degene voor wie de taart bestemd is. Aan het eind van de aflevering wordt de versierde taart naar de gelukkige ontvanger gebracht. 
De eerste aflevering van het programma werd uitgezonden op 5 januari 2003. Twintig jaar lang werden de taarten gemaakt met bakker-presentator Siemon de Jong (Monnickendam, 1962), die in Amsterdam een konditorei (café) en een banketbakkerij exploiteert. De laatste reguliere aflevering met De Jong werd uitgezonden op 2 april 2023, vergezeld van een speciale aflevering met oud-deelnemers. In 2024 werd het stokje doorgegeven aan YouTube-kok Nick Toet. De titel van het programma werd daarbij gewijzigd naar Taarten van Babel. De eerste aflevering met Toet als bakker-presentator werd uitgezonden op 7 januari 2024.
In 2011 won het programma de Gouden Stuiver voor het beste kinderprogramma, en in 2012 de Ere Zilveren Nipkowschijf. Het programma wordt geproduceerd door Machteld van Gelder.

## Kersttaarten van Abel
In de kerstweek van 2013 werden drie afleveringen uitgezonden met volwassen gasten, namelijk Özcan Akyol, Sander Terphuis en Sanne Wallis de Vries . En medio 2015 is er een jubileumuitzending uitgezonden met Martine Sandifort.

## Afleveringen
| Seizoen | Eerste uitzending                    | Afleveringen | Aantal afleveringen | Titel             |
| ------- | ------------------------------------ | ------------ | ------------------- | ----------------- |
| 1       | 5 januari 2003 - 30 maart 2003       | 1 - 13       | 13                  | Taarten van Abel  |
| 2       | 1 februari 2004 - 25 april 2004      | 14 - 26      | 13                  | Taarten van Abel  |
| 3       | 13 maart 2005 - 5 juni 2005          | 27 - 39      | 13                  | Taarten van Abel  |
| 4       | 7 september 2006 - 25 januari 2007   | 40 - 59      | 17                  | Taarten van Abel  |
| 5       | 21 september 2008 - 14 december 2008 | 60 - 72      | 13                  | Taarten van Abel  |
| 6       | 13 december 2009 - 28 februari 2010  | 73 - 85      | 13                  | Taarten van Abel  |
| 7       | 12 september 2010 - 5 december 2010  | 86 - 98      | 13                  | Taarten van Abel  |
| 8       | 3 april 2011 - 19 juni 2011          | 99 - 111     | 13                  | Taarten van Abel  |
| 9       | 29 januari 2012 - 22 april 2012      | 112 - 124    | 13                  | Taarten van Abel  |
| 10      | 6 januari 2013 - 31 maart 2013       | 125 - 137    | 13                  | Taarten van Abel  |
| 11      | 2 maart 2014 - 22 juni 2014          | 138 - 154    | 17                  | Taarten van Abel  |
| 12      | 11 januari 2015 - 10 mei 2015        | 155 - 172    | 18                  | Taarten van Abel  |
| 13      | 10 januari 2016 - 3 april 2016       | 173 - 185    | 13                  | Taarten van Abel  |
| 14      | 15 januari 2017 - 9 april 2017       | 186 - 198    | 13                  | Taarten van Abel  |
| 15      | 14 januari 2018 - 29 april 2018      | 199 - 211    | 13                  | Taarten van Abel  |
| 16      | 13 januari 2019 - 7 april 2019       | 212 - 224    | 13                  | Taarten van Abel  |
| 17      | 12 januari 2020 - 12 april 2020      | 225-238      | 13                  | Taarten van Abel  |
| 18      | 10 januari 2021 - 4 maart 2021       | 239 - 251    | 13                  | Taarten van Abel  |
| 19      | 8 januari 2022 - 27 maart 2022       | 252 - 264    | 13                  | Taarten van Abel  |
| 20      | 7 januari 2023 - 2 april 2023        | 265 - 277    | 13                  | Taarten van Abel  |
| 21      | 7 januari 2024 - 31 maart 2024       | 278 - 290    | 13                  | Taarten van Babel |

### Speciale afleveringen
| Nr. | Titel                                  | Datum            |
| --- | -------------------------------------- | ---------------- |
| 1   | Kersttaarten met Özcan Akyol           | 25 december 2013 |
| 2   | Kersttaarten met Sander Terphuis       | 26 december 2013 |
| 3   | Kersttaarten met Sanne Wallis de Vries | 27 december 2013 |
| 4   | Taarten van Abel - Het jubileum        | 7 juni 2015      |
| 5   | Taarten van Abel - Special             | 2 april 2023     |
| 6   | Taarten van Babel - Winterspecial      | 22 december 2024 |

## Vlaamse versies
In Vlaanderen werden twee seizoenen van het programma gemaakt, elk met een andere presentator-bakker. In het eerste seizoen in 2013 (Taarten van Staf) werden de taarten gebakken met Staf Coppens, en in 2015 (Taarten van Begijn) met Begijn Le Bleu.
| Titel              | Seizoensstart   | Land   |
| ------------------ | --------------- | ------ |
| Taarten met Staf   | 12 oktober 2013 | België |
| Taarten van Begijn | 10 januari 2015 | België |

## Trivia
- Het nummer 'Honey Pie' van The Beatles werd als introthema gebruikt voor de eerste seizoenen. Later werd het introthema van het programma veranderd en kreeg een eigen lied namelijk, Het Taartenlied. Vanaf 2020 heeft het programma een andere leader gekregen en ook een ander lied.